# Lajos Fülep

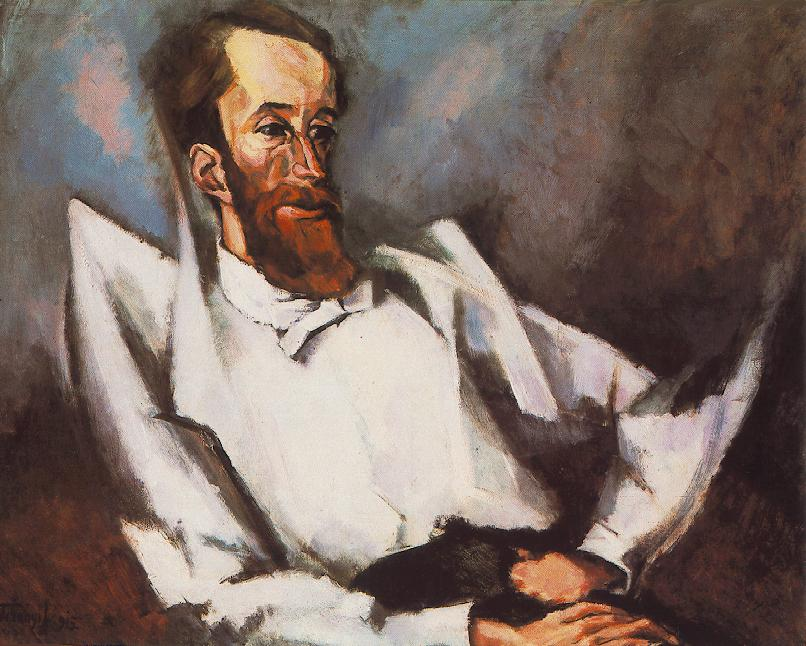
Lajos Fülep porträtiert von Lajos Tihanyi (1915)

Lajos Fülep (geboren 23. Januar 1885 in Budapest, Österreich-Ungarn; gestorben 7. Oktober 1970 in Budapest) war ein ungarischer Kunsthistoriker.

## Leben
Fülep studierte Theologie und Kunstgeschichte, ab 1904 hielt er sich in Paris auf und ab 1907 in Florenz, wo er auch bei Benedetto Croce studierte, und in Rom. Bei Ausbruch des Ersten Weltkriegs kehrte er nach Budapest zurück. Dort wurde er Teilnehmer des Budapester „Sonntagskreises“, der von György Lukács im Haus von Béla Balázs geleitet wurde. An der „Freien Schule der Geisteswissenschaften“ hielt er Vorlesungen über das nationale Element in der Kunst. Zwischen Fülep und Charles de Tolnay entstand hier eine enge Arbeitsbeziehung.
Er schrieb für verschiedene Zeitungen, so für Népszava, und war mit Lukács Herausgeber der philosophischen Zeitschrift A Szellem. Nach Kriegsende wurde er in Italien im Auftrag der Regierung Károlyi diplomatisch aktiv und war dort Herausgeber der Zeitung L'Ungheria. In der Ungarischen Räterepublik wurde er zum Universitätsprofessor ernannt, aber nach deren Sturz des Amtes enthoben. Fülep wurde in die Innere Emigration gezwungen und suchte eine Anstellung als Pastor in verschiedenen reformierten Gemeinden in Südungarn: Medina, Dombóvár, Baja und am längsten von 1927 bis 1947 in Zengővárkony. In den Landgemeinden sammelte er Objekte der Volkskunst. Er erhielt einen Lehrauftrag an der Universität Pécs und pflegte eine Freundschaft mit dem dort 1934 zum Professor ernannten Karl Kerényi. Seine Forschungen spannten einen Bogen von Rembrandt und Leonardo zu Cézanne und bis zu den zeitgenössischen ungarischen Malern Tivadar Kosztka Csontváry und Gyula Derkovits. Das autoritäre ungarische Regime unter Miklós Horthy machte ihn allerdings zunehmend mutlos.
Nach dem Zweiten Weltkrieg wurde er 1948 unter der kommunistischen Regierung zum Professor für Kunstgeschichte an der Péter-Pázmány-Universität in Budapest und Mitglied der Ungarischen Akademie der Wissenschaften ernannt.
Fülep hatte 1930 den Baumgarten-Preis erhalten und wurde 1957 mit dem Kossuth-Preis geehrt.
Die Gemeinde Zengővárkony erinnert mit einem kleinen Museum an seinen Aufenthalt.

## Schriften in deutscher Übersetzung
- Lajos Eöry (Pseudonym), Die Werte des Lebens, Budapest 1917. Bei: Karádi: Georg Lukács, Karl Mannheim und der Sonntagskreis, S. 141–146
- Kunst und Weltanschauung, Budapest 1923. Bei: Karádi: Georg Lukács, Karl Mannheim und der Sonntagskreis, S. 238–245
- Geistesgeschichte, in: Nyugat, Budapest 1931. Bei: Karádi: Georg Lukács, Karl Mannheim und der Sonntagskreis, S. 276–283
- Wissenssoziologie, in: Nyugat, Budapest 1932. Bei: Karádi: Georg Lukács, Karl Mannheim und der Sonntagskreis, S. 309–312

In deutscher Übersetzung ist bisher kein größeres Werk Füleps erschienen.